# À;GRUMH...
à;GRUMH... est un groupe belge d'EBM et de musique industrielle, originaire de Charleroi, en Wallonie, actif entre 1981 et 1991.

## Origines du nom
Selon le site officiel du groupe, le nom quelque peu énigmatique du groupe provient du moment où SΔ3 et l'ancien membre PΔ3 (vrai prénom Pascal) se sont rencontrés pour la première fois dans un train interurbain en 1981, tous deux revenant d'un concert de rock. Cette nuit-là, ils étaient sur le point de créer leur premier morceau basé sur des noms de légumes et de fruits, qu'ils appellent Poireau. Le poireau étant un légume, le groupe s'appelle à;GRUMH..., qui est en fait une forme stylisée du mot français agrume. Le groupe est décrit par le Washington Post comme « un duo belge de synthétiseurs avec un flair pour la ponctuation et un sens de l'humour ».

## Histoire
Le groupe est formé en 1981 par SΔ3 Evets (également connu sous le nom de Steve Natrix, né Phillippe Genion) et JΔ3 Seuqcaj (Jacques Meurrens), tous deux originaires de Charleroi, en Belgique. Le premier album du groupe, By the Phone, est enregistré par téléphone, et les premières sorties se font sur cassette audio. Le groupe fait ses débuts en vinyle en 1985 avec le mini-LP Mix Yourself, produit par Daniel B de Front 242, qui, avec Throbbing Gristle et SPK, sont identifiés par le groupe comme des influences. Il est suivi en 1986 par une quinzaines de maxis et albums studio, Rebearth, No Way Out, Underground, Black Vynile Under Cover, Too Many Cooks/Cocks Spoil the Broth/Breath, Bloody Side (12inch Europe, mini-LP US), A Hard Day’s Knight, etc. Et diverses compilations aux USA (Wax Tracks) et Europe.
Le groupe et S3 en solo ont sorti 26 disques en 7 années. Les tournées furent énormes, quatre en Europe de 1 à 3 mois, une au Québec puis une tournée mondiale Europe et USA répartie sur 89 et 90 dont 28 dates aux USA organisée par le manager de Nine Inch Nails.
Les premières sorties du groupe alternent entre les styles industriel et EBM « rythmique », et le groupe se considère d'abord comme deux groupes différents utilisant le même nom. Cette différenciation n'était indiquée sur les albums que par les styles de police utilisés pour imprimer le nom du groupe sur les disques - police gothique pour les sorties de style industriel/ambiant, et Helvetica gras pour indiquer les sorties de style EBM. Finalement, leur label de l'époque, Scarface, reçoit des plaintes de la part des magasins de disques à propos de leurs styles de sortie en dents de scie et leur demande d'être plus cohérents dans leur approche.
En 1986, à la fin de leur première grande tournée européenne, ils s'associent avec Kevin Crompton et Nivek Ogre de Skinny Puppy pour le projet parallèle A Chud Convention et produisent le mini-LP ambient/noise Sorrow sur leur propre label Circle Records (distribué par Play it Again Sam).
Ne s’étant jamais réformé pour l’argent ou autre raison, le groupe atteint un statut « culte » et garde un following de fans très solide, ainsi que de nouveaux fans via leur site web, Instagram, facebook et un merchandising toujours actif géré par Lio Dewez depuis une grotte en Ardéche peuplée d’étranges pygmées femelles.
Le groupe reste en sommeil entre 1991 et 2000, lorsque le leader SΔ3 EVETS retrouve le chanteur original JΔ3 Seuqcaj. Ils se réunissent sous la forme d'un combo industriel, nEGAPADRES.3.3. (qui avait déjà sorti un album sur Circle Records en 1988) et sortent un album de retour sur Hermetique Records en 2006 intitulé Extrophy of Amphigouris. Deux nouveaux albums étaient prévus pour 2009, l'un La Phobie du cheval composé de tous les nouveaux titres plus une reprise à;GRUMH..., et l'autre Binche comprenant le guitariste de Peter Gabriel et The Vibrators, John Ellis, sur trois titres.
SΔ3 EVETS est également connu pour sa carrière solo sous le nom de Polar Praxis (deux albums sur Scarface/PIAS et Circle Records, réédités sur Onderstroom records) et le projet Theee Rebearth Corporation avec d'autres membres du T-Circle. En décembre 2016, à;GRUMH... se produit en tête d'affiche du festival Bimfest à Saint-Nicolas, en Flandre-Orientale. J3 et S3 montent sur scène pour un concert complet pour la première fois depuis 1989 (en 2014, ils avaient fait une « performance » pour le festival d'art Hotel Charleroi au théâtre Coliseum à Charleroi, mais ce n'était qu'un court happening, pas un vrai concert). Pour ce concert de 2016, S3 invite Joke Magnussen à rejoindre le groupe sur scène, et J55 eKOJ est né.

## Discographie
- 1985 : Mix Yourself!
- 1986 : Rebearth
- 1986 : No Way Out
- 1986 : Underground
- 1987 : Too Many Cocks Spoil the Breath / Too Many Cooks Spoil the Broth (censuré)
- 1987 : Silver Circle Under Plastic (CD) / Black Vinyl Under Cover (disque)
- 1988 : Bloody Side
- 1988 : We Are à;GRUMH... and You are Not!
- 1989 : The Price is Light / The Price is Right
- 1989 : A Hard Day's Knight
- 1989 : And Now for Something More Completely Different... But Not Too Much!
- 2004 : Unclean